# Cixidia pinorum
Cixidia pinorum är en insektsart som först beskrevs av Manee.  Cixidia pinorum ingår i släktet Cixidia och familjen vedstritar. Inga underarter finns listade i Catalogue of Life.